# Mauser M78 Zick-Zack

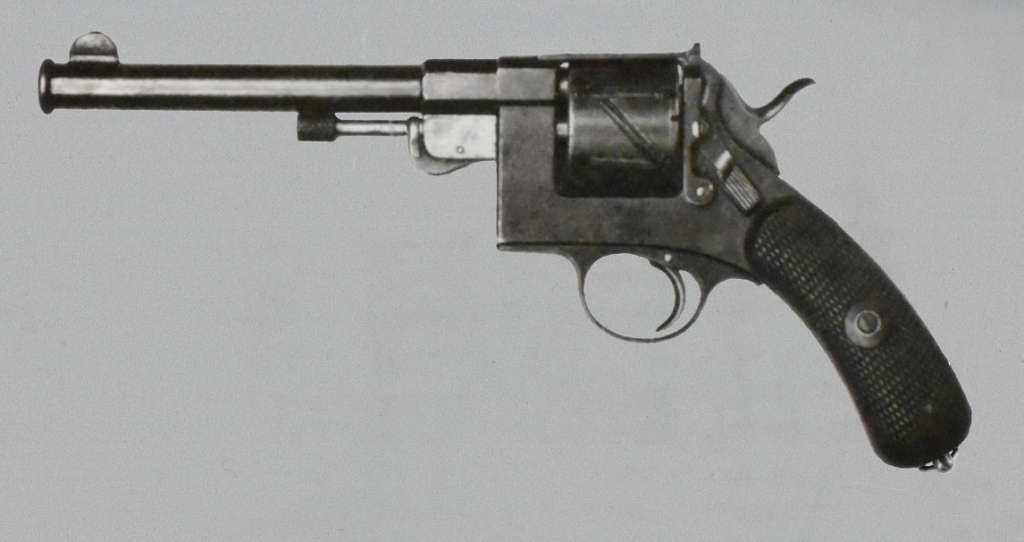
Mauser-C78-Revolver, erstes Modell mit geschlossenem Rahmen

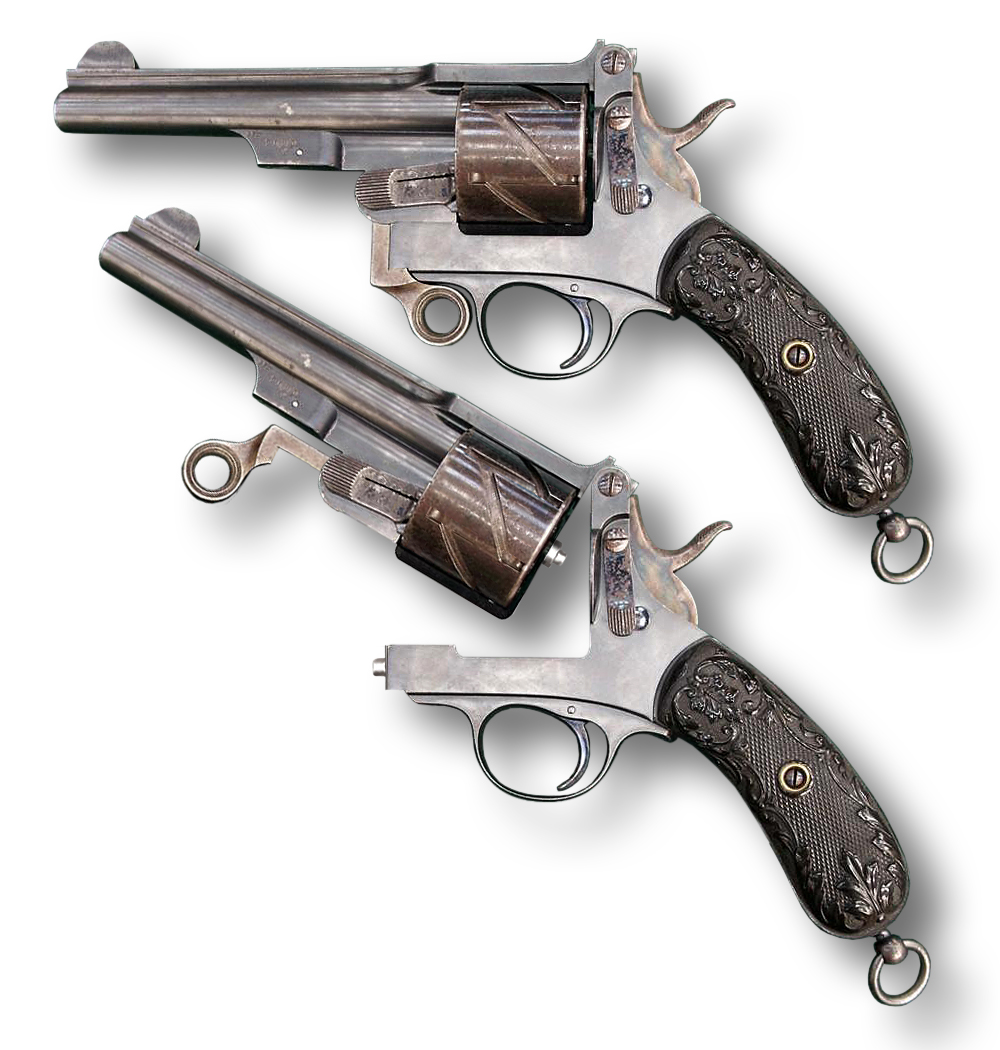
Funktionsprinzip des zweiten Modell (mit klappbarem Rahmen)

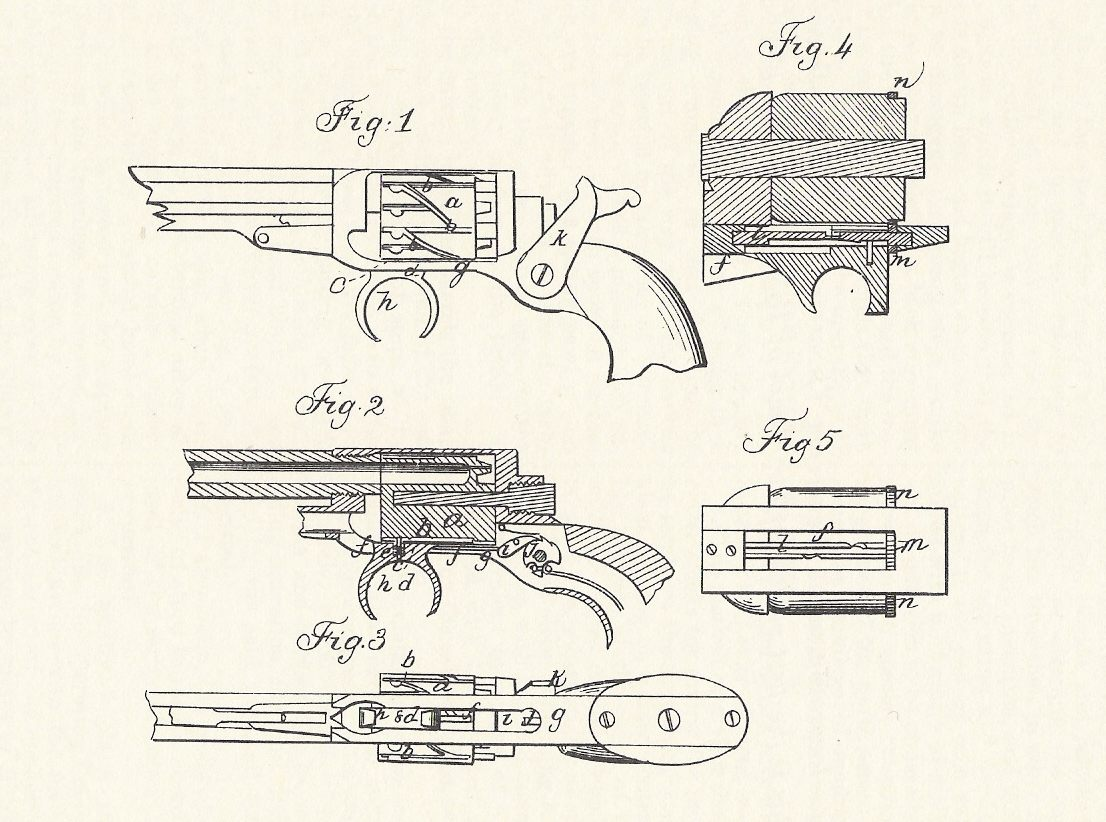
E.K. Roots Patent 1855 für die Trommelrotation

Der Mauser M78 Zick-Zack wurde ab 1878 bei der Firma Mauser in Oberndorf am Neckar entwickelt und in Deutschland als erster Revolver serienmäßig für moderne Patronen mit Zentralfeuerzündung bis in die späten 1890er Jahre hergestellt.

## Bezeichnung
Die Waffe erfährt in der Literatur unterschiedliche Bezeichnungen. Gebräuchlich sind die Bezeichnungen Mauser M 1878 oder Mauser M 78 in Anpassung an die übliche Nomenklatur von Handwaffen mit dem Buchstaben M für Modell. Vereinzelt findet man auch die Bezeichnung C 1878 oder C 78 mit dem Buchstaben C als früher übliche Abkürzung für das aus der lateinischen Sprache abgeleitete Wort Konstruktions(-jahr). Diese Art von Benennung wird allerdings überwiegend bei Artilleriegeschützen verwendet. Um die besondere Funktionsweise der Waffe hinsichtlich des Trommelantriebs hervorzuheben, wird auch der Begriff Zick-Zack, in englischsprachigen Texten dann Zig-Zag verwendet.

## Vorgeschichte, Entwicklung, wirtschaftliche Verwertung und Verbleib
Nach dem Deutsch-Französischen Krieg bemühten sich mehrere Waffenhersteller um Folgeaufträge des jungen Deutschen Heeres, so auch die Gebrüder Wilhelm und Peter-Paul Mauser, die zuvor bereits mit dem Infanteriegewehr M 1871 in Preußen Erfolg hatten. Eine erste Nachkriegsentwicklung als Experimentalmuster mit der Pistole Mauser C-77 9 mm fand keinen Zuspruch.
Peter-Paul Mauser, der mehr technisch orientierte Geschäftspartner seines finanziell und kaufmännisch beschlagenen Bruders Wilhelm, beabsichtigte nun mit einer vollkommen neuen technischen Lösung der Pistole M 1878 einen Vorteil gegenüber den Wettbewerbern zu erlangen. Denn gegenüber anderen Revolvern wurde die Trommelarretierung des Revolvers an der Trommeloberfläche angeordnet, nicht auf der Stirnseite. Die Trommel wurde über einen Schieber, der durch die Zick-Zack-Nut gleitet, angetrieben.
Doch auch diese Lösung fand bei der Gewehr-Prüfungskommission in Spandau als Beschaffungsbehörde keinen Zuspruch. Sie entschied sich 1879 jedoch für den von Spangenberg & Sauer, Suhl, (heute J. P. Sauer & Sohn) entwickelten und später von verschiedenen Firmen hergestellten Reichsrevolver. Offizieren war es jedoch gestattet, den Mauser M 1878 Revolver privat zu erwerben und dienstlich zu führen.
Mauser hatte erst später mit Konstruktionen von Peter-Paul, dem preußisch-deutschen Standardgewehr M71/84 (das erste reichsdeutsche Militär-Repetiergewehr), dem legendären Mauser System 98 sowie der automatischen Selbstladepistole C96 Erfolg.
Der Revolver M 1878 wurde zwar bis in die 1890er Jahre, aber nur in einigen hundert Exemplaren gefertigt. Heute findet man die Waffe vereinzelt auf Auktionen. Auch in der Wehrtechnischen Studiensammlung in Koblenz ist ein Exemplar ausgestellt.

## Technik
Bei der Waffe handelt es sich um einen sechsschüssigen Hinterlader-Revolver in Single-Action (Hahnspanner) für Metallpatronen mit Zentralzündung und linksdrehender Trommel. Sie hatten einen geschlossenen Rahmen, geladen wurde durch eine Ladeklappe. Der geschlossene Rahmen wurde später auch für die Herstellung von Jagdgewehren für die Kleinwildjagd verwendet.
Spätere Modelle wurden wie die frühen Smith & Wesson No 1 mit aufklappbarem Rahmen hergestellt. Im Unterschied zum Smith & Wesson war das Gelenk nicht vorne oberhalb der Trommel, sondern hinten angebracht, zudem musste die Trommel zum Entladen und Nachladen nicht abgenommen werden. Als sechsschüssige Revolver wurden sie einem Single-Action- oder Double-Action-Abzug in Kalibern zwischen 5,6 mm Flobert und Zentralfeuerpatronen bis 11 mm hergestellt. Der Hülsenauswurf erfolgte über einen von Hand betätigten Ausstoßerkranz, bei späteren Modellen erfolgte dieser beim Öffnen automatisch.

### Funktion der Trommelrotation
Der Mauser M 1878-Revolver hatte eine besondere Dreheinrichtung für die Trommel. Sie wird nicht, wie bei den meisten anderen Revolvern durch einen Zahnkranz am hinteren Ende der Trommel gedreht, sondern durch eine mit dem Hahn verbundene Zugstange mit einem Nocken am hinteren Ende. Auf der Mantelfläche der Trommel sind gerade und schräge Nuten eingefräst. Beim Spannen des Hahns greift der Nocken in die schräge Nute ein und dreht die Trommel um einen Sechstel zum nächsten Patronenlager. Beim Abschuss schnellt der Hahn vor, der Ansatz gleitet in der geraden Nute zurück, die Trommel bleibt in Schussposition und die Patrone wird gezündet.
Dieses System der Trommelrotation wurde bereits 1855 von E. K. Root, einem Mitarbeiter von Samuel Colt entwickelt (US-Patent No 13,999, Dec. 25, 1855 E.K. Root, Revolver) und auf Prototypen des „Colt Root Revolvers“ angewendet. Von 1901 bis 1924 wurde das System beim von der Firma Webley & Scott in Birmingham hergestellten halbautomatischen Webley-Fosbery Revolver eingesetzt.